# Francesc Bellapart i Roca
Francesc Bellapart i Roca (Sant Joan de les Abadesses, 6 de febrer de 1841 - Sabadell, 11 de novembre de 1885) fou un mestre, compositor i director de música.
El 1867 fou proposat per la Junta Municipal d'Ensenyament com a mestre de pàrvuls. L'any següent, amb la Revolució de 1868, l'escola passà a ser de la seva propietat. El 1878 comprà un solar al carrer de Sant Josep, on edificà el Col·legi de Sant Josep. És un fet destacable que l'any 1883 l'escola tingués dos treballadors –Bellapart i la seva dona– i 200 alumnes.
És autor d'un Stabat Mater, La vigília de la festa, sarsuela en tres actes, i diverses composicions per a veu i piano, i piano solista. Va escriure "influència de la música sobre els nostres ànims", llegida a la Societat Barcelonina d'Amics de la Institució el 3 de novembre del 1867.
Fou col·laborador i redactor de la revista Revista de Sabadell i distingit amb el títol de cavaller del Reial i Distingit Orde d'Isabel la Catòlica.
Actualment hi ha un carrer de Sabadell, situat al barri de la Creu Alta que duu el seu nom.